# Уильямс, Жан-Мишель
Жан-Мишель Уильямс (англ. Jan-Michael Williams; 26 октября 1984, Кува, Тринидад и Тобаго) — тринидадский футболист, вратарь.

### Клубная карьера
В футбол начал заниматься в родном колледже. Затем ему удалось попасть в команду «Дабл-Ю Коннекшн». В 2006 году Уильямс был признан лучшим игроком тринидадского первенства.
В 2007 году Уильямс предпринял попытку трудоустроиться в Европе. Однако пройти просмотр в серьезных клубах у него не получилось. Голкипер ограничился выступлениями за бельгийский клуб третьего дивизиона «Уайт Стар Брюссель». За весь сезон Уильямс провел за него только одну игру. Следующий сезон он отыграл в венгерском «Ференцвароше». В 2011 году ездил на просмотр в бельгийский «Шарлеруа».
В 2009 году вернулся на родину, выступать за «Дабл-Ю Коннекшн». В составе команды Уильямс выигрывал чемпионат страны. Выступая за «Сентрал» в 2013—2017 годах, выиграл тринидадскую Про-лигу ещё три раза.
10 января 2019 года Уильямс был представлен в качестве игрока новообразованного клуба «Галифакс Уондерерс» перед инаугуральным сезоном Канадской премьер-лиги. По окончании сезона 2019 Уильямс завершил игровую карьеру и вошёл в тренерский штаб «Галифакс Уондерерс», заняв должность тренера вратарей.

### Карьера в сборной
Жан-Мишель Уильямс в составе юношеской сборной в 2001 году участвовал в юниорском первенстве мира в Тринидаде и Тобаго.
За главную сборную страны дебютировал в 2003 году. Всего Уильямс провёл за неё 75 игр.

## Достижения

### Международные
- Победитель Карибского клубного чемпионата (1): 2009.

### Национальные
- Чемпион Тринидада и Тобаго (5): 2005, 2011/12, 2014/15, 2015/16, 2016/17.

### Личные
- Лучший футболист чемпионата Тринидада и Тобаго (1): 2006.